# Conti e duchi di Guisa
I Conti e i Duchi di Guisa dal 1417 al 1940 (fino al 1520 con il titolo di conte; dal 1528 con il titolo di duca) furono i seguenti.

## Conti di Guisa
Originalmente una signoria, Guise, fu elevata al titolo comitale per Renato d'Angiò, figlio minore di Luigi II d'Angiò, nel 1417. Benché preteso dalla Casa di Lussemburgo (1425-1444), il titolo rimase agli Angioini ed ai loro discendenti, passando nel 1520 ad un cadetto della casa di Lorena, Claudio I di Guisa, che nel 1528 ne divenne duca.
Casa d'Angiò
- Renato d'Angiò (1417-1425)

Casa di Lussemburgo
La Casa di Lussemburgo contese la contea di Guisa dal 1425, favorita dall'approvazione di Giovanni Plantageneto, reggente inglese di Francia
- Giovanni II di Lussemburgo-Ligny (1425-1441)
- Luigi di Lussemburgo-Saint-Pol (1441-1444)

Casa d'Angiò
Il matrimonio di Carlo del Maine, fratello minore di Renato d'Angiò, con Isabella di Lussemburgo, sorella di Luigi I, sancì la pace e riportò agli Angiò la contea.
- Carlo I del Maine (1444-1472)
- Carlo V d'Angiò (1472-1481)

Casa di Rohan
Carlo d'Angiò lasciò le sue terre alla Corona di Francia e la contea nel 1491 fu garantita a suo nipote Luigi.
- Luigi d'Armagnac (1491-1503)
- Margherita d'Armagnac (1503)
- Pietro di Rohan-Giè (1503-1504), marito della precedente
- Carlotta d'Armagnac (1504)
- Carlo di Rohan-Gié (1504–1520), marito della precedente

Casa di Lorena
Nel 1520 il Parlamento di Parigi confermò la contea di Guisa a Claudio di Lorena, secondo figlio di Renato II di Lorena (pronipote del primo conte Renato d'Angiò) ed erede dei possedimenti francesi. La contea fu elevata a ducato nel 1528.
- Claudio di Lorena

## Duchi di Guisa
Casa di Guisa
- Claudio I (1528-1550)
- Francesco I (1550-1563)
- Enrico I (1563-1588)
- Carlo I (1588-1640)
- Enrico II (1640-1664)
- Luigi Giuseppe (1664-1671)
- Francesco Giuseppe (1671-1675)
- Maria I (1675-1688)

Maria era nubile e priva di eredi diretti: lasciò per legato la sua eredità a Carlo Francesco de Stainville l'8 gennaio 1688, ma ciò fu invalidato dal Parlamento di Parigi sulla richiesta degli eredi collaterali di Maria: tra questi Edoardo del Palatinato-Simmern, e sua figlia Anna, che era una pro-pronipote di Carlo di Guisa Duca di Mayenne.
Il titolo fu assunto da Anna, benché costei non fosse erede per primogenitura, poiché questa ricadeva sul Duca di Mantova e di Monferrato. Il titolo ducale fu ricreato per lei e suo marito Enrico III Giulio di Borbone-Condé nel 1704.
Casa di Borbone-Condé
- Enrico Giulio (1708 – 1709)
- Luigi III (1709 - 1710)
- Luigi IV Enrico, duca di Borbone (1710 – 1740)
- Luigi Giuseppe (1740 – 1818)
- Luigi-Enrico-Giuseppe (1818 – 1830)

In seguito all'estinzione degli eredi legittimi, il titolo tornò alla Casa Reale, benché Luigi Enrico lo avesse lasciato alla morte al figlioccio ed erede Enrico, Duca d'Aumale, cui fu confermato nel 1847 dal nonno, Luigi Filippo di Francia.
Casa di Borbone-Orléans
I Borbone-Orléans utilizzarono il titolo di Duca di Guisa come titolo di cortesia nel XIX secolo, in primo luogo per i tre figli di Enrico d'Orléans e poi per Giovanni d'Orléans, figlio di Roberto d'Orléans, Duca di Chartres. Giovanni Duca di Guisa divenne pretendente al trono di Francia come Giovanni III nel 1926.
- Enrico d'Orléans (1847-1847), figlio di Enrico, duca d'Aumale
- Francesco Paolo d'Orléans, (1852-1852), fratello del precedente
- Francesco Luigi d'Orléans, (1854-1872), fratello dei precedenti
- Giovanni d'Orléans (1874-1940)